# 阿默尔
阿默尔（德語：Amel，德語發音：[aːml̩])，法语名昂布莱沃（法語：Amblève，法語發音：[ɑ̃blɛv]），是比利时瓦隆大区列日省韋爾維耶區的一个语言便利市镇，位于昂布莱沃河畔，通行德语，是比利時德語社群与东比利时的一部分，面积125.15平方千米，人口5,480人（2018年1月1日）。作为一个语言便利市镇，阿默尔市政部门为法语使用者提供法语服务。